# Šuvalovové
Šuvalovové (rusky Шуваловы) je jméno vlivného ruského šlechtického (dvorského a hraběcího) rodu, který sehrál klíčovou roli při palácovém převratu v roce 1741 a od poloviny 18. století patřil k elitě carského Ruska.

## Historie rodu
Rodinná historie sahá k ruskému statkáři Dmitriji Šuvalovovi, o němž je zmínka v kupní listině z roku 1561. Jeho vnuk Andrej Semjonovič byl v roce 1616 velitelem a v roce 1634 je zmiňován při obléhání Smolenska.
Generál Ivan Maximovič Šuvalov starší, který byl v přízni cara Petra I. Velikého, velel pevnostem Vyborg a Archangelsk. Zanechal po sobě syny Alexandra a Petra.
Alexandr Ivanovič patřil k úzkému okruhu osob, který doprovázel pozdější carevnu Alžbětu Petrovnu do vyhnanství. Byl členem gardy a v roce 1741 se aktivně podílel na palácovém převratu. V roce 1741 byl povýšen na komorníka a v roce 1746 získal hraběcí titul.
Pjotr Ivanovič v dubnu 1742 již sloužil jako komorník a senátor při Alžbětině korunovaci. V roce 1744 byl povýšen na generálporučíka a v roce 1746 byl povýšen na hraběte. Krátce před jeho smrtí jej roku 1762 car Petr III. jmenoval polním maršálem. Jeho syn Andrej Petrovič Šuvalov byl spisovatel a básník. V roce 1833 byl zapsán do listin kuronské vrchnosti jako majitel panství Ruhenthal a Nerft. Zemřel jako rytíř řádu svatého Ondřeje a člen říšské rady.

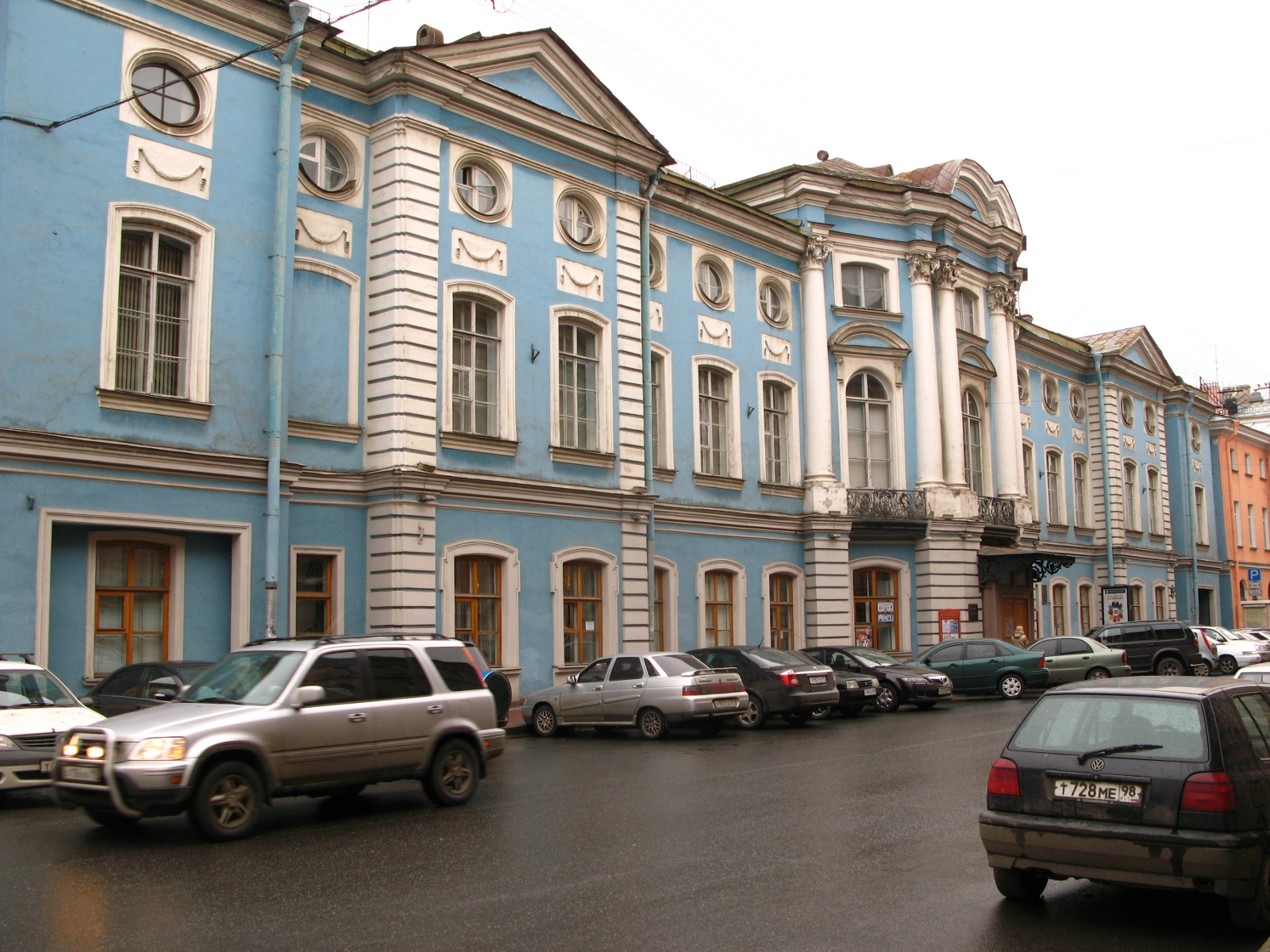
Šuvalovský palác v Petrohradě

Pavel Andrejevič Šuvalov se v roce 1800 stal generálem a o tři roky později velitelem kyrysnického pluku. Ve čtvrté koaliční válce v letech 1806/1807 velel 9. divizi pod vedením generála Petra Kirilloviče Essena. V roce 1809 se vyznamenal ve finské válce jako velitel sboru proti Švédsku. V letech 1809 až 1811 se jako generál-adjutant cara Alexandra I. ujal funkce několika diplomatických misí ve Vídni. Během Napoleonova ruského tažení v roce 1812 zpočátku velel 4. armádnímu sboru 1. západní armády, ale ze zdravotních důvodů se musel z této funkce odstoupit.
Andrej Petrovič Šuvalov, ženatý s vdovou po Platonu Zubovovi, se stal tajným radou a dvorským maršálkem a v roce 1851 byl zapsán do rejstříku estonské šlechty. Poté, co se v roce 1859 stal státním radou a v roce 1868 nejvyšším komorníkem, rezignoval na své funkce a zemřel jako šlechtický maršál petrohradské vlády.
Pjotr Andrejevič Šuvalov byl diplomat, ženatý s vdovou po hraběti Orlovovi. Vyznamenal se jako vojenský komisař a gubernátor. V roce 1874 převzal post ruského velvyslance v Londýně a v roce 1879 v Berlíně. V roce 1875 byl zapsán do šlechtického almanachu Livonska.

## Osobnosti rodu
- Alexandr Ivanovič Šuvalov (1710-1770), ruský polní maršál
- Andrej Petrovič Šuvalov (1742-1789), ruský politik, tajný rada a ředitel státní banky
- Ivan Ivanovič Šuvalov (1727–1797), hrabě, favorit carevny Alžběty Petrovny, zakladatel moskevské univerzity a petrohradské akademie umění
- Pavel Andrejevič Šuvalov (1830-1908), ruský diplomat a důstojník
- Pavel Andrejevič Šuvalov (1776–1823), ruský generál a diplomat
- Pjotr Andrejevič Šuvalov (1827-1889), ruský státník a diplomat
- Pjotr Ivanovič Šuvalov (1710-1762), ruský státník a polní maršál